# Paprotno (Karnice)
Paprotno (deutsch Parpart) ist ein Dorf in der Landgemeinde Karnice (Karnitz) bei der Stadt Gryfice (Greifenberg) in der polnischen Woiwodschaft Westpommern.

## Geographische Lage
Paprotno liegt in Hinterpommern, etwa fünf Kilometer südlich des Dorfs Karnice, 13 Kilometer nordwestlich der Kleinstadt Gryfice und 72 Kilometer nordöstlich der regionalen Metropole Stettin.

## Verkehr
Parpart war Haltestelle der Greifenberger Kleinbahn.

## Geschichte
Urkundlich wurde Parpart erstmals im Jahre 1320 als herzogliches Gut erwähnt. Siebzehn Jahre später erscheint hier ein Knappe Nicolaus, genannt Parpart (1337), ein Vorfahre der adeligen Familie von Parpart, die bis ins 16. Jahrhundert hier ihr Lehen besaß. Der Rittersitz Parpart, oder wie es heute von den Polen genannt wird: Parprotno, gehörte zum Amtsbezirk und Kirchspiel Zirkwitz (Cerkwica). Um 1500 gingen durch Einheirat Teile von Parpart in den Besitz der Familie von Manteuffel über. Am 23. April 1605 erhielt die Familie Manteuffel einen Lehenbrief über die Familiengüter, darunter Parpart. 1628 wird die Familie Manteuffel als Besitzer von 5 Hakenhufen, 2 Kossäten, 1 Müller, 1 Schäfer, 2 Knechten und 1 Krüger in Parpart genannt. In den Folgejahren teilten sich Nachkommen der Familie den Besitz in Parpart untereinander auf.

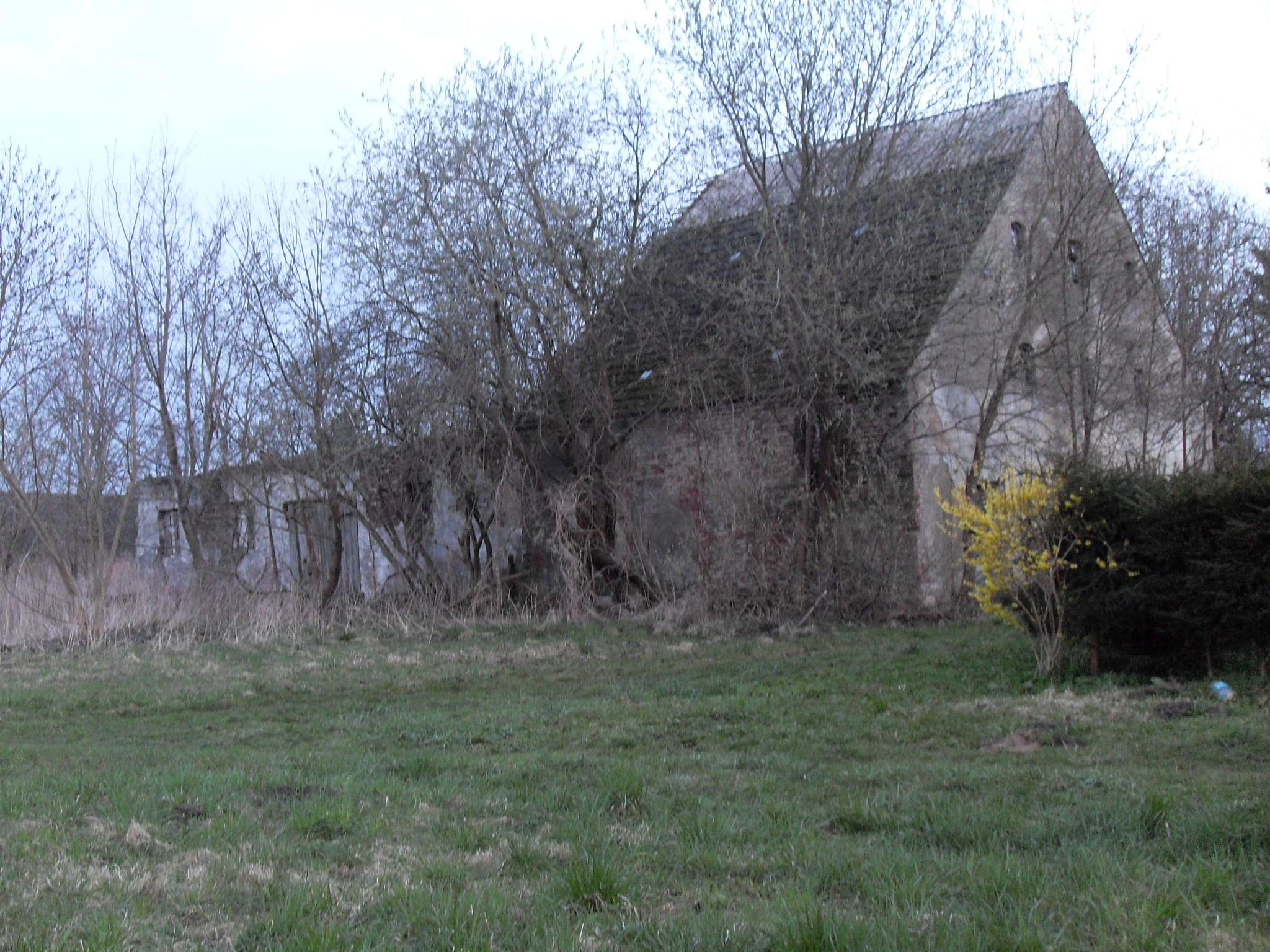
Ehem. Wirtschaftsgebäude auf dem Gut

Im Jahre 1627, zur Zeit des herannahenden Dreißigjährigen Krieges in Pommern, gehörten u. a. Parpart zum Wollinschen Quartier. Ganz Pommern bestand in der Zeit aus Quartieren und war unterteilt in Städte, Amtsdörfer und adelige Dörfer, welche steuern zu zahlen hatten, die vom Commissarius des Quartiers, Nicolaus von Brockhusen für Fourage, Proviant und Einquartierung der kaiserlichen Soldaten verwendet wurden. Ab dem Jahr 1655 kamen der Familie Manteuffel ihre Besitztümer in Parpart langsam abhanden. Den Besitz teilt sich nun mit den angeheirateten Familien Kleist und Lepel (teils in zweiter Ehe verehelichte Töchter aus dem Hause Manteuffel). Im selben Jahr fallen innerhalb von 14 Tagen mehrere Gebäude in Parpart den Flammen zum Opfer. Dem Junker Jochim Lepel brennen dabei die Scheune und sämtliche Ställe ab. 1708 verpfändete die Familie Manteuffel Parpart nunmehr gänzlich an einen Major von Witten. Dessen Witwe, Anna Katharina von Kameke, nunmehr verehelichte von Herzberg, war später Pfandbesitzerin von Parpart. Ihr Mann, Generalmajor Hans Kaspar von Herzberg (Johann), wird 1717 als Besitzer angegeben, aber auch er starb vor seiner Ehefrau. Nach ihrem Tode wird der Besitz in Parpart am 21. Mai 1753 für 23.000 Tlr. versteigert, neuer Eigentümer wurde ein Hauptmann von Butzke mit seiner Ehefrau, eine geborene von Blankensee. Sie verglich sich als Witwe mit der Familie Manteuffel, die daraufhin sämtliche Lehn- und Einlösungsansprüche an ihr abtraten. 1780 bestand Parpart aus einem Vorwerk (Eckernfelde), einer Windmühle, 8 Bauern mit Krüger, 2 Kossäten, 1 Schmiede, 1 Holzwärter, 1 Schulmeister und 22 Feuerstellen. In den darauf folgenden Jahren kam Parpart in die Hände der Töchter des Hauptmanns Maria Sophia-Wilhelmina von Altrock und Friederike Louisa Gräfin von Podewils.

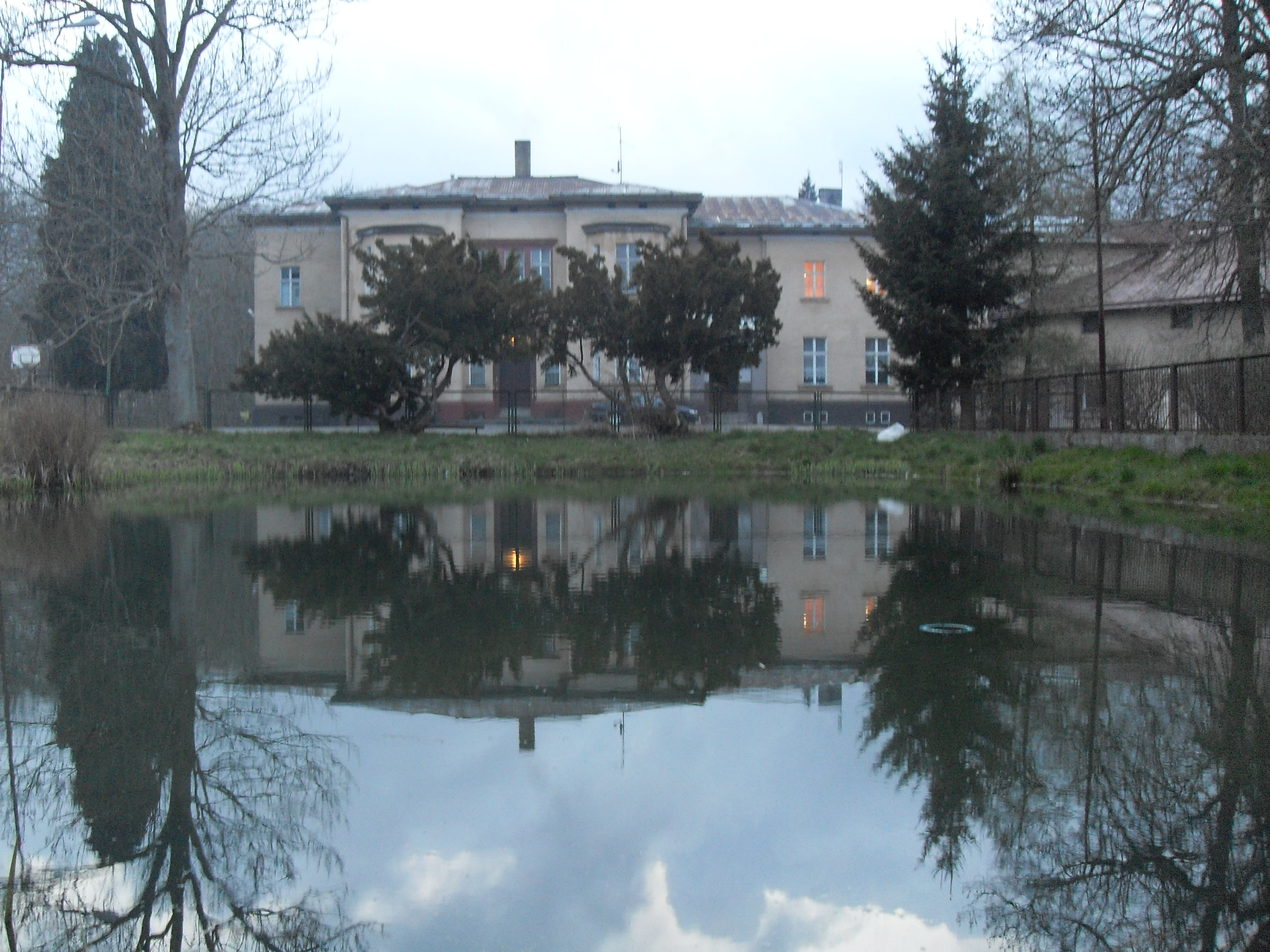
Ehem. Herrenhaus

Ihre Ehemänner veräußerten Teile aus dem Besitz, bis es 1840 freihändig an den Kreisdeputierten Franz Wilhelm Neste auf Molstow kam. Seine Nachkommen bewirtschaften das Gut die nachfolgenden Jahre, und 1870 besteht das Rittergut aus 2.672 Morgen (davon 1.614 Mg. Acker, 478 Mg. Grünland und 500 Mg. Wald) sowie 15 Wohngebäuden und 241 Einwohnern. Arved Neste verkauft das Gut 1935, da umfasste es kurz vorher 718 ha, 35 Pferde, 230 Rinder, 600 Schafe und 40 Schweine, die für einen jährlichen Grundsteuerreinertrag von 9.147 Mark sorgten. Letzter Eigentümer waren vermutlich Angehörige der Familie Brockhusen. Zum Ende des Zweiten Weltkriegs blieb auch Parpart wie viele andere Pommersche Dörfer nicht von einzelnen Übergriffen der einrückenden roten Armee verschont. Am 5. März 1945 begaben sich die meisten Einwohner auf den Weg nach Westen und wurden vereinzelt von herannahenden russischen Panzern überrascht und ausgeplündert. Die Russen zwangen einige Bewohner zur Rückkehr in das Dorf, andere konnten weiterziehen und so in den Westen flüchten.
Der Ort gehörte vor Ende des Zweiten Weltkriegs zum Kreis Greifenberg in der Provinz Pommern. Seit 1945 ist der Ort Teil Polens und hat heute etwa 240 Einwohner.

## Söhne und Töchter des Ortes
- Otto Gustav von Lepel (1657–1735), preußischer Generalmajor, ab 1729 Gouverneur der Festung Küstrin
- Hans Kaspar von Herzberg (1685–1745), preußischer Generalmajor, Amtshauptmann von Driesen, Domherr zu Cammin